# Georgi Geradżiew
Georgi Geradżiew (bułg. Георги Гераджиев; ur. 17 listopada 1948 w Płowdiwie) – bułgarski kierowca rajdowy, rallycrossowy i wyścigowy.

## Kariera
Ściganie się rozpoczął w 1976 roku, początkowo Moskwiczem, następnie Renault Alpine i Ładą. W latach 1980–1989 ścigał się samochodami jednomiejscowymi, uczestnicząc m.in. w Pucharze Pokoju i Przyjaźni. W 1985 roku zajął siódme miejsce w klasyfikacji generalnej, natomiast w latach 1983 i 1987 był dziesiąty. Uczestniczył również w mistrzostwach Rosji w wyścigach na lodzie, a także w mistrzostwach Europy w rallycrossie.
Za zasługi w 1990 roku został uhonorowany odznaką Mistrza Sportu. Następnie był menadżerem klubu Bulgartabac oraz współorganizatorem Rajdu Bułgarii.